# Archicofradía del Huerto (Málaga)
La Archicofradía del Huerto, cuya denominación oficial y completa es Pontificia, Real, Muy Ilustre y Venerable Archicofradía Sacramental y Seráfica de Nuestro Padre Jesús Orando en el Huerto, Nuestra Señora de la Concepción, San Juan Evangelista y Nuestra Señora de la Oliva, es una Hermandad católica de culto y procesión, miembro fundador de la Agrupación de Cofradías, que participa en la Semana Santa de Málaga.

## Historia

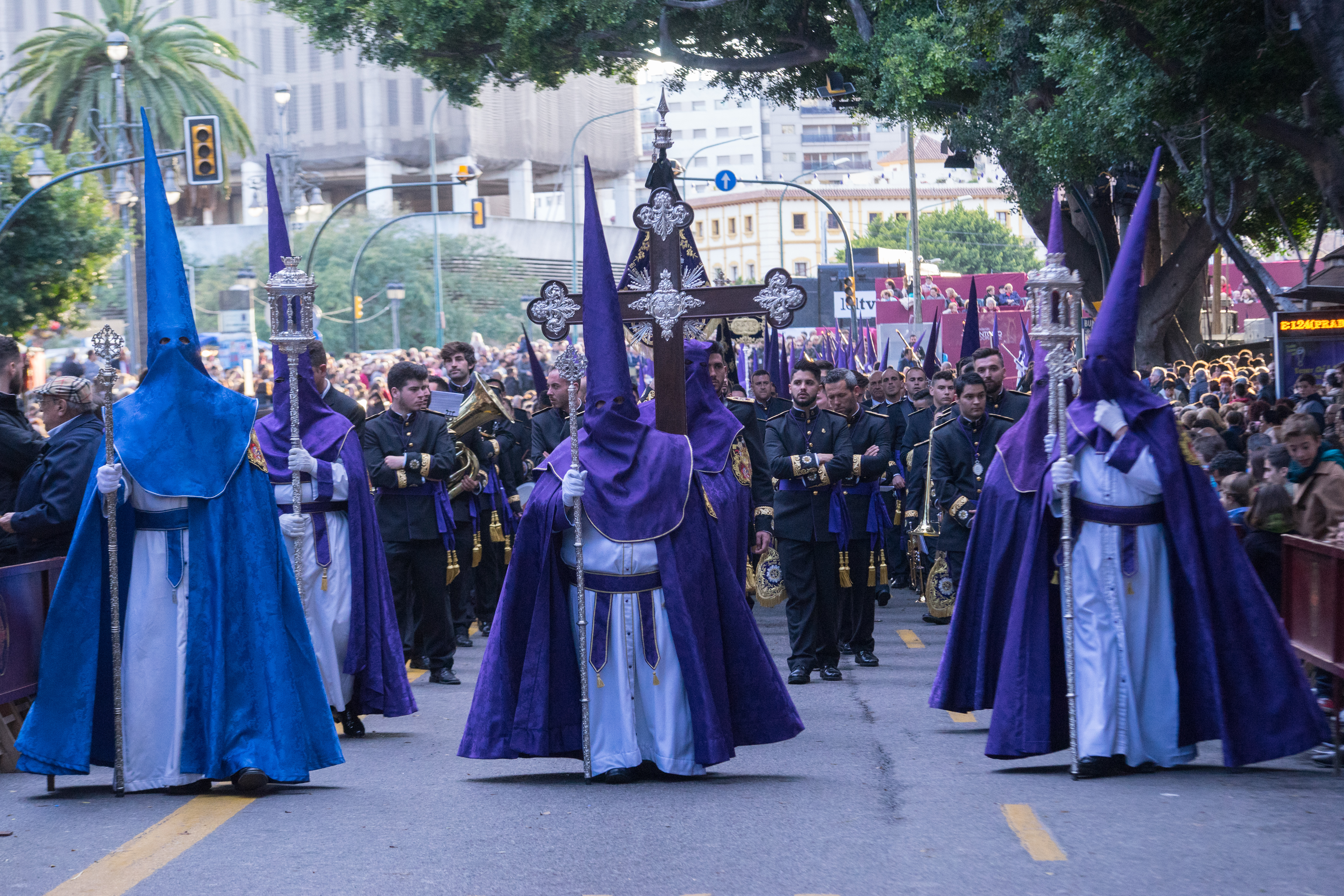
Cruz Guía de la Cofradía.

La Cofradía de Nuestra Señora de la Concepción Dolorosa se fundó en 1730 en el convento de San Luis "El Real", como reorganización de la antigua Hermandad de la Pura y Limpia Concepción. La de Nuestro Padre Jesús Orando en el Huerto existía al menos desde 1735 en el mismo convento (encargándose la actual efigie del señor en 1756). En 1920 se fusionan ambas hermandades, naciendo así la actual corporación.
Tras los atentados y quema de iglesias y conventos de los años 30 (de los que solo se salvó la cabeza del Señor), la Hermandad adquiere la imagen de Nuestra Señora de la Concepción, una dolorosa implorante de principios del siglo XVIII, anónima. Es en el año 1942 cuando dicha corporación vuelve a realizar su salida procesional. 
En 1994 se bendice la imagen letífica de la Hermandad, Nuestra Señora de la Oliva.  
El 25 de marzo de 2000, Nuestro Padre Jesús Orando en el Huerto presidió el Vía crucis Jubilar. 
En el año 2004 la Archicofradía conmemoró el 250.º aniversario de la proclamación del dogma de la Inmaculada Concepción con un pontifical en la catedral y una procesión extraordinaria presididos por la dolorosa titular; ese mismo año la corporación recibe el título de Pontificia. 
En 2006 la Hermandad bendice la Casa de hermandad en el barrio del Perchel.
En 2020, la Hermandad recibe el título de Real por parte de Su Majestad Felipe VI, actual Rey de España, que igualmente accede al título de Hermano Mayor Honorario.

## Iconografía
Nuestro Padre Jesús Orando en el Huerto representa el momento en el que Jesús reza en el huerto de los olivos de Getsemaní tras la última cena y ,en la que dándose cuenta de su futuro, padece hermatidrosis y suda sangre. En la escena el Señor dialoga con el ángel que es enviado por Dios.
Nuestra Señora de la Concepción es una dolorosa implorante, siendo la única con advocación de inmaculista en toda la ciudad. 

## Sagrados Titulares

### Nuestro Padre Jesús Orando en el Huerto

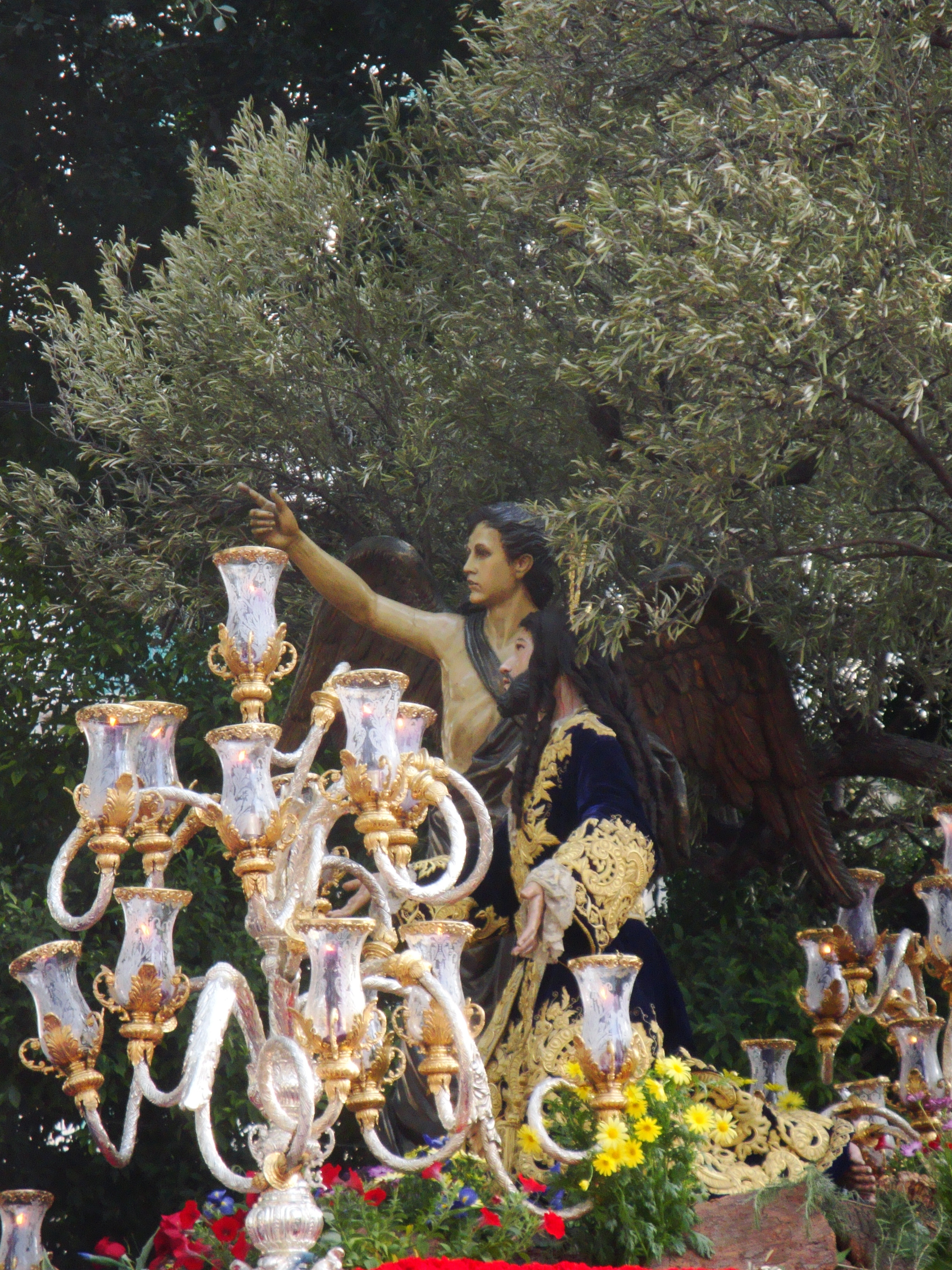
Nuestro Padre Jesús Orando en el Huerto, en su trono, a su paso por la Alameda Principal.

#### Descripción
El 1 de noviembre de 1756, el Cabildo de hermanos de la Cofradía de Nuestro Padre Jesús Orando del Huerto determinó la ejecución de una nueva efigie, encargándose la hechura a Fernando Ortiz, escultor y académico malagueño, sin duda, el más importante y de mayor calidad de la Málaga del siglo XVIII.
En la realización de la talla, el imaginero cumplió con los cánones establecidos por el arte cristiano para la representación de las facciones del rostro de Jesús. Al observarlo, apreciamos en él los rasgos con los que históricamente los creyentes identificamos al Redentor.
En la obra titulada “El Alma de la Madera”, su autor, Juan Antonio Sánchez López, catedrático de la Universidad de Málaga, escribe en referencia a la talla:
“Ortiz imaginó al Señor del Huerto arrodillado sobre un montículo rocoso, con los brazos extendidos y la mirada dirigida al cielo. La fuerza de la figura se centra sobre todo en la posición implorante de las manos, con las palmas vueltas hacia arriba y la expresión desfallecida del rostro. No obstante, el escultor pormenorizó cuidadosamente todos aquellos aspectos concernientes al estudio corpóreo, estilístico y volumétrico de su obra. El cuerpo, de sobria, estilizada y bien modelada anatomía, ofrece una acertada visión realista del desnudo, prestando especial atención a determinados detalles somáticos, tales como la complexión de la caja torácica, la apariencia nervuda de los brazos, el escaso pronunciamiento de la musculatura y el magnífico estudio de detalle realizado en el trabajo de los pies.
A la hora de seleccionar un criterio compositivo, Ortiz optó directamente por la versatilidad, un principio que le permitía jugar con la distribución rítmica de la masa escultórica. La diferente posición y movimiento de ambos brazos era equivalente al adelantamiento de la rodilla derecha respecto a la izquierda. Con ello se multiplicaban las siluetas y se enriquecían las perspectivas visuales.
     No menos interesante era la solución dada al perizoma, ceñido a las caderas y muslos, a modo de calzón corto y con un pliegue en diagonal cruzando el área delantera. El tratamiento del sudario a base de pliegues aristados que recordaban la textura angulosa del mármol, se relacionaban con fórmulas italianizantes de visible evocación berninesca, asimiladas por el artista durante su estancia en la Corte.
     El rostro, de tipo alargado, es especialmente hermoso. Las facciones se hallan esculpidas a base de golpes de gubia limpios y vigorosos, que señalan superficies y claroscuros de gran plasticidad. La talla de la barba en poblados y sinuosos mechones, contrasta con el efecto pictórico de la perilla y bigote. La boca entreabierta y la dirección de la mirada se alinean con los intereses persuasivos del barroco.
     El erudito malagueño Narciso Díaz de Escovar indica que la Cofradía pagó al escultor la cantidad de 4.225 reales de vellón por la realización de la talla.”
     En el primer cuarto del siglo XIX, apareció en la prensa local un artículo firmado por Luis de Córdoba, donde el autor reivindicaba las ignoradas habilidades artísticas del escultor malagueño Fernando Ortiz, tomando como punto de referencia, precisamente, la imagen procesional titular de la Archicofradía:
“.. de todas las imágenes que pueblan las iglesias de Málaga se ha escrito lo bastante; exceptuando, sólo, la que bajo el título de Nuestro Señor Orando en el Huerto, se venera en la Parroquia de los Santos Mártires.
Igual suerte corre su autor, Fernando Ortiz… como talla de realidad exacta, contemplamos de cerca la efigie… y si podéis ver su cuerpo desnudo, gozaréis la misma impresión que el autor de estas líneas y opinaréis que se trata indefectiblemente de una escultura de la que puede mostrarse orgullosa Málaga por tenerla consigo.
La cabeza, perfectamente modelada, no le quita el menor mérito al trabajo del resto del cuerpo, esculpido con análogo cariño. Las manos y los pies son filigranas de ejecución, y por último, la expresión de la cara divina es tan natural que únicamente cabe decir de ella con el vulgo: sólo le falta hablar.”
Todos los entendidos en la materia coinciden en señalar la Imagen de Nuestro Padre Jesús Orando en el Huerto como una de las producciones destacadas de la obra de Ortiz, por la gran calidad y las técnicas empleadas en la ejecución. Su talento natural logró representar en el rostro del Titular el sentido trágico de la escena vivida en tierras de Getsemaní hace dos mil años. La expresión de tristeza contenida que emanan sus ojos, la aflicción del semblante, los rasgos semíticos, la hebrea barba partida en dos y la perfección de sus manos elevadas en actitud suplicante, son solo algunos de los conmovedores detalles de la portentosa talla que consigue emocionar a todo aquel que la contempla.
Podemos afirmar que la imagen ha mantenido la genuina estética malagueña, conservando la estampa dieciochesca con la que fue concebido, pues si bien hubo intentos de innovación en su vestimenta y arreglo al final de la década de los sesenta y principios de los setenta, la intervención como vestidor de Manuel Mendoza Ordóñez hizo que retornara a la estética clásica, recuperándose la sardineta como una de sus señas de identidad más significativas, pues en el periodo descrito llegó a ser sustituida por un cíngulo. El cúlmen del regreso a la estampa con la que fue concebido se logra en el año 1999, con el estreno de la soberbia túnica dieciochesca bordada en oro sobre terciopelo de Lyon morado.
Los largos cabellos culminados en las ondas de sus tirabuzones sellan su impronta barroca, la cual, ha perdurado hasta nuestros días, resistiendo incluso las leyes del monarca Carlos III, quien durante su reinado prohibió que las imágenes de la época lucieran postizos. En el siglo XVIII era habitual que los Cristos lucieran bellas pelucas, a imitación de las que llevaban la nobleza y los monarcas europeos de esta centuria, constituyendo un símbolo de la realeza y majestad de Jesús.
En definitiva, la gubia de Ortiz otorgó a la Imagen personalidad propia y una gran fuerza expresiva, virtudes que lo han llevado a ocupar un lugar muy especial en los corazones de sus hermanos, para quienes ha significado la luz que ha guiado sus vidas.

#### Restauraciones
El 14 de abril de 1849 la imagen es trasladada a la Parroquia de los Santos Mártires desde la iglesia de la Aurora del Espíritu Santo, donde había  permanecido un breve espacio de tiempo tras abandonar el Convento Franciscano de San Luis el Real a causa de la desamortización. Ya en la iglesia de los Santos Patronos, el Cristo de la Oración en el Huerto resultó gravemente dañado en 1931, como consecuencia de los ataques a iglesias y conventos malagueños.
Siete años más tarde, en 1938, la imagen fue restaurada por Francisco Palma García, desdibujando las facciones originales mediante repintes y capas de aparejo. Este escultor acopló a la efigie un candelero con el que se palió, provisionalmente, la pérdida del cuerpo primitivo.
En 1985, el escultor Ricardo Rivera Martínez realizó un profundo proceso de restauración que consiguió devolver a la imagen parte del antiguo esplendor, además de sanear la madera y eliminar parte de la reparación de Palma. Dicha intervención consistió en la realización de un cuerpo anatomizado, distinto al original de Ortiz, y en la aplicación de unas nuevas carnaciones nacaradas a imitación de las originales.
En 2006, fecha en que se cumplieron doscientos cincuenta años desde que Fernando Ortiz concibiera al Señor del Huerto, la Archicofradía rindió homenaje al artista malagueño y a su imagen más emblemática, modificando las licencias impuestas por Rivera para devolverle todo su esplendor, basándose en unas fotografías del Archivo histórico de la Archicofradía previas a los sucesos de 1931. Dada la complejidad de la intervención, el trabajo de restauración fue encargado a  Manuel Carmona Martínez, tras la preceptiva autorización de la Comisión de Arte del Obispado de Málaga. Gracias a su trabajo, Carmona hizo realidad las expectativas de la Archicofradía. Para ello, talló el nuevo cuerpo, realizado en madera de cedro de gran calidad, en el que ha ensamblado las manos, los pies y la cabeza originales. 
La tarde del 1 de noviembre de 2007, con motivo de los doscientos cincuenta años de su primera salida procesional, tuvo lugar la salida extraordinaria del Señor desde el interior de la parroquia de los Santos Mártires.
La imagen es ahora más de Ortiz que antes de la intervención realizada, ya que la limpieza de los repintes que mostraba desde la intervención de Palma García ha permitido descubrir la policromía original que Fernando Ortiz otorgara a esta obra.

### Nuestra Señora de la Concepción

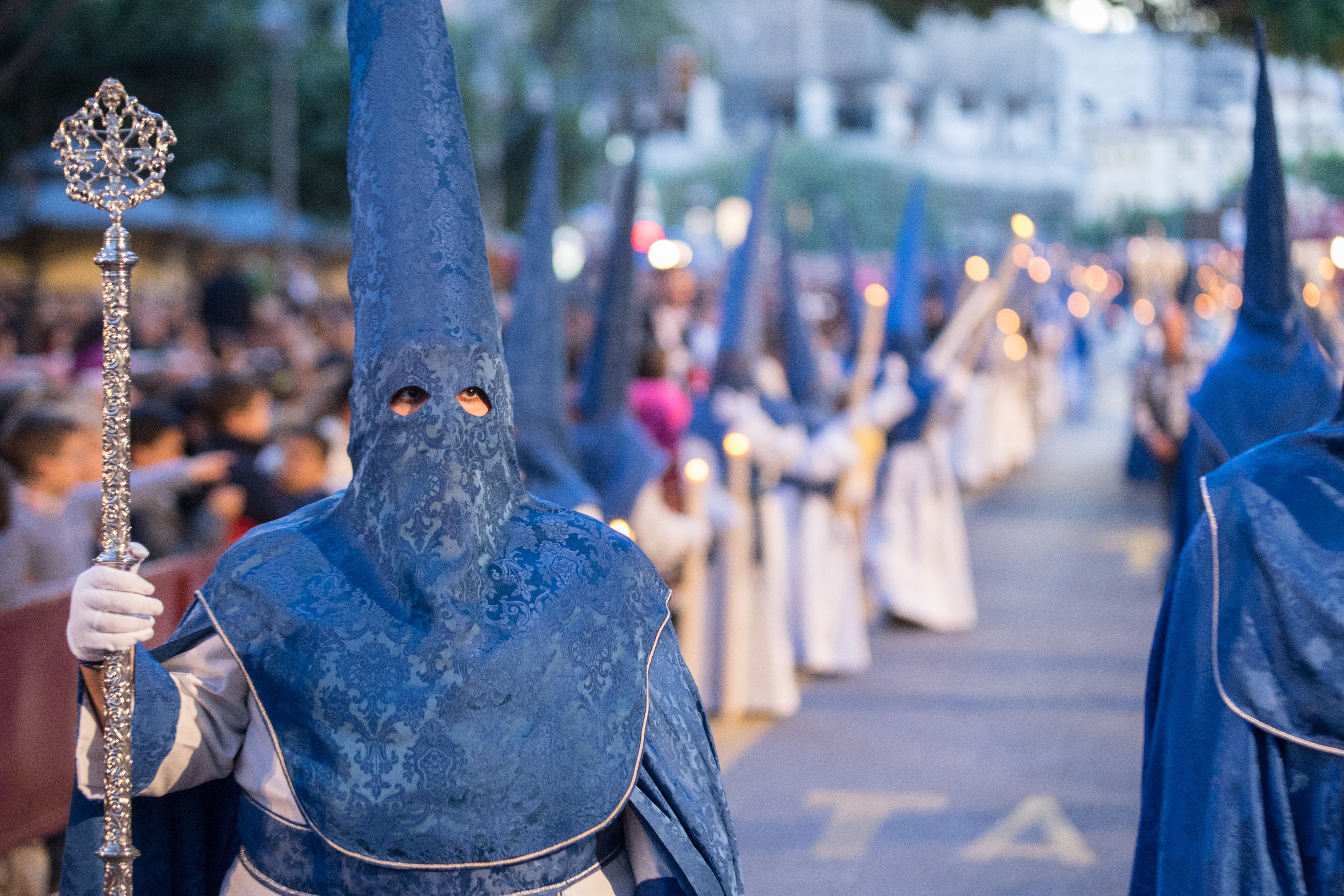
Nazareno de la sección de Nuestra Señora de la Concepción.

Nuestra Señora de la Concepción, encarna a  la Madre de Jesús, bajo dicha advocación. Representa a la virgen en una actitud suplicante, con los ojos mirando al cielo. Es una obra anónima datada en el siglo XVIII. Tradicionalmente atribuida al gran escultor  Fernando Ortiz en la segunda mitad del siglo XVII. La imagen fue restaurada por Antonio Eslava Rubio en (1978), quien le realizó un nuevo juego manos.
Procesiona sobre un trono de madera tallada y dorada por Manuel Guzmán Bejarano. El manto es obra de Leopoldo Padilla de finales de la década de los cuarenta, llevando representado un olivo, y el palio  del taller de Manuel Mendoza y Salvador Aguilar.

### Virgen de la Oliva
La bendición de la imagen de Nuestra Señora de la Oliva, el 26 de noviembre de 1995, responde al patronazgo de ésta advocación sobre el Gremio de Aceiteros y Olivareros, reorganizador de la Cofradía del Huerto en 1756. La talla de la Virgen se encuentra ubicada a la derecha del retablo, en una hornacina enmarcada en madera, junto a la Imagen de San Juan Evangelista. Ejecutada por el imaginero hispalense Juan Ventura, la talla corresponde a una imagen de candelero que aglutina aquellos rasgos más característicos de las advocaciones de Gloria. Su rostro, de gran belleza, ojos grandes y mejillas sonrosadas, se perfila con los rasgos jóvenes y delicados propios de la mujer andaluza, destacando un marcado hoyuelo en el centro de su barbilla. Su expresión, dulce y serena, contrasta con la aflicción y el dolor del semblante de Nuestra Señora de la Concepción.
En su mano porta un cetro real, que al igual que la corona que luce sobre su cabeza, resalta la realeza de María como Reina y Señora de los cielos y la tierra. En sus brazos, la imagen de un angelical niño Jesús, vestido con regios ropajes, juguetea jovial con los rosarios de su bendita madre, mientras bendice a los malagueños con su mano derecha.
En el año 2005, con motivo del X aniversario de la bendición de la imagen, Nuestra Señora de la Oliva salió en procesión extraordinaria por las calles de la feligresía.
En el año 2009 se vio cumplida una ansiada aspiración de la Archicofradía, al recibir por parte del Obispado la autorización para incluir en el título de la Corporación esta advocación tan ligada a sus orígenes.
En 2020, se cumplió el 25 aniversario de su bendición, para lo cual en principio se planteó una salida extraordinaria. No obstante, la situación sanitaria obligó a celebrar la efeméride de manera interna, con una Solemne Misa.

## Tronos procesionales

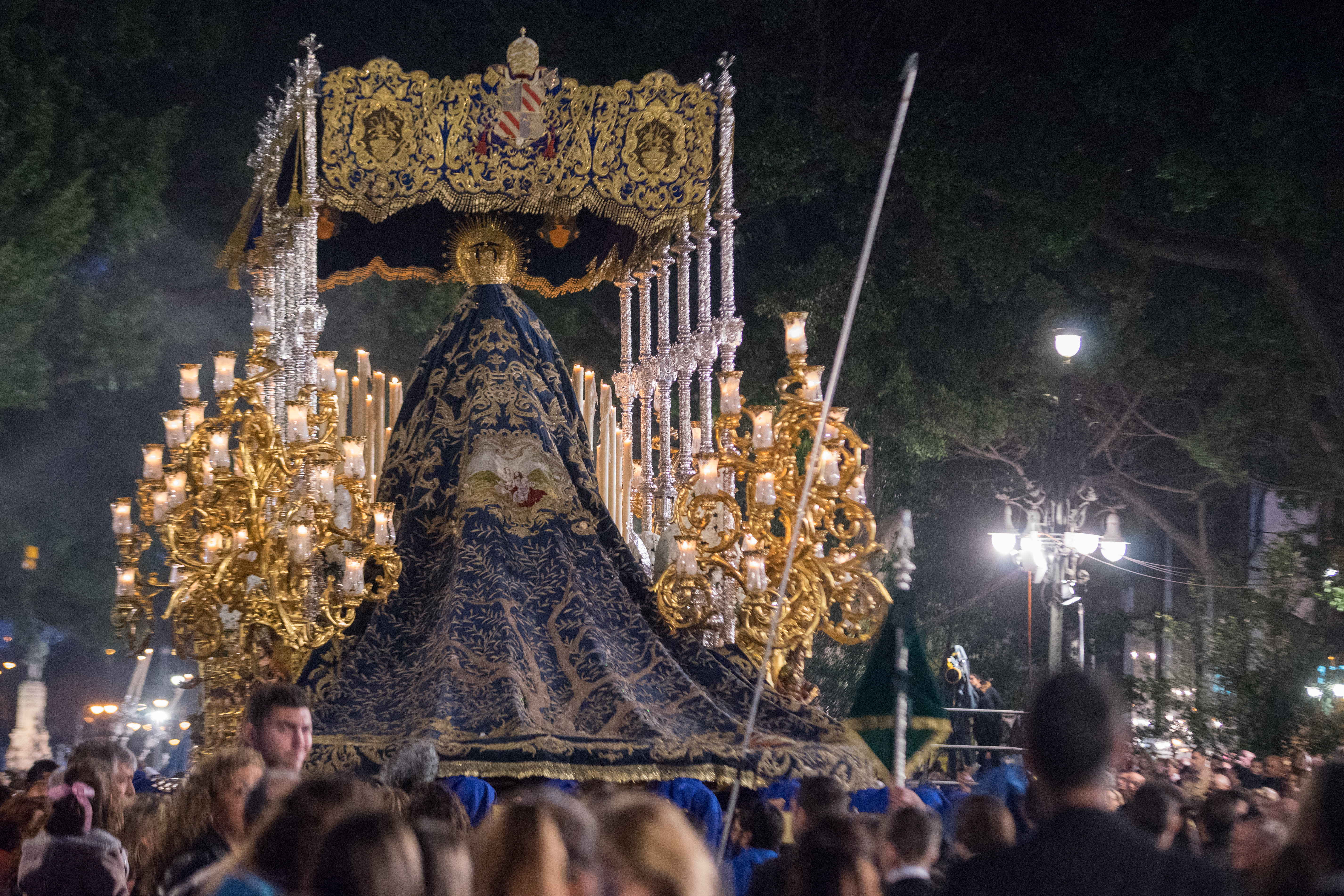
Manto de la Virgen de la Concepción.

- El trono del Señor es diseño de Juan Casielles del Nido, y ejecutado por el taller Viuda de Villarreal (1979 ).
- El trono de la Virgen es de madera tallada y dorada, bajo diseño y realización de Manuel Guzmán Bejarano -El Viejo- en la talla, y Manuel Calvo en el dorado. El palio es de Manuel Mendoza bajo diseño de Salvador Aguilar. El manto constituye una de las mayores y mejores joyas que guarda la Semana Santa malagueña, obra de Leopoldo Padilla de finales de la década de los 40 realizado en hilo de oro fino, sedas e incrustaciones de pedrería. Su mayor característica es el enorme olivo que se desarrolla por la cola del manto.

## Casa de Hermandad
La Casa de Hermandad es la sede social de la Archicofradía, testigo del trabajo altruista y desinteresado, lugar donde se proyectan y desarrollan las numerosas actividades que la Corporación realiza durante el año, sirviendo sus dependencias de punto de encuentro de los hermanos. En ella se efectúan labores de archivo, secretaría, tesorería, limpieza de enseres, obras sociales y de caridad, actividades culturales, ciclos formativos, conferencias, etc. 
El 3 de julio de 2001, el Excelentísimo Ayuntamiento de Málaga cedió gratuitamente el derecho de superficie de la parcela. El proyecto es obra del arquitecto D. Alfonso García Ruiz, y la dirección de obra fue llevada a cabo por el aparejador D. Agustín Gutiérrez Cepeda, hermano de la Archicofradía, que llegaría a ser Hermano Mayor de la corporación. Las obras de construcción comenzaron en noviembre de 2004, llevándolas a cabo la empresa “Construcciones Miguel Rebollo S. L.”, con sede en Antequera. En 2005, la Archicofradía realizó su primera salida procesional desde la nueva ubicación del Perchel, aunque en este año sólo se alzaba la estructura del salón de tronos.  El 17 de diciembre de 2006, tras la conclusión de las obras, el director Espiritual de la Archicofradía, Rvdo. D. Federico Cortés Jiménez, bendijo la Casa Hermandad, siendo Hermano Mayor de la Corporación D. José López Díaz.
El acto contó con la presencia del Excmo. Sr. Alcalde de la ciudad, D. Francisco de la Torre Prados, acompañado de una representación de la corporación municipal.
El Domingo de Ramos de 2007 se descubrió en la fachada la placa que bautizaba la Plazuela con el nombre de “Virgen de la Concepción”, en respuesta a la petición cursada por la Archicofradía.

## Sede Canónica
|                                                                  |
| Parroquia de los Santos Mártires (1920 - 2020; 2022 - presente). |

|                                      |
| Iglesia de San Julián (2020 - 2022). |

## Marchas dedicadas
Banda de Música:
- Concepción, Perfecto Artola Prats (1989)
- Nuestro Padre Jesús Orando en el Huerto, Francisco Javier Moreno Ramos (1994)
- Concepción, la que mira al cielo, Francisco Javier Moreno Ramos (1996)
- Getsemaní, Fernando Claros Muñoz (2001)
- Concepción de María, José Ramón Valiño Cabrerizo (2015)
- En mi hombro, Concepción, Juan Vicente Plaza (2018)
- La Inmaculada Concepción, Francisco Jesús Flores Matute (2020)

Cornetas y Tambores:
- El Ángel, Alberto Escámez López
- Entre olivos de amargura, Miguel Ángel Gálvez Robles y David Pérez Ligero (1997)

Agrupación Musical:
- Padre Mío de la Oración, J. María Sánchez Martín (2014)
- Al Señor del Huerto, Adrián Ramos (2017)
- La Oración de un Pueblo, Adrián Ramos (2019)
- El Ángel de Getsemaní, Alejandro Suárez y Alberto Gómez (2022)

Capilla musical:
- Oración en Getsemaní, J. Ignacio Fortis (2018), para quinteto de metales

Actualmente acompaña al Señor la Agrupación Musical "Nuestro Padre Jesús Cautivo" de Estepona, mientras que a la Dolorosa acompaña la Banda de Música "Santísimo Cristo de la Vera+Cruz" de Almogía.

## Insignias

### Cruz de Guía

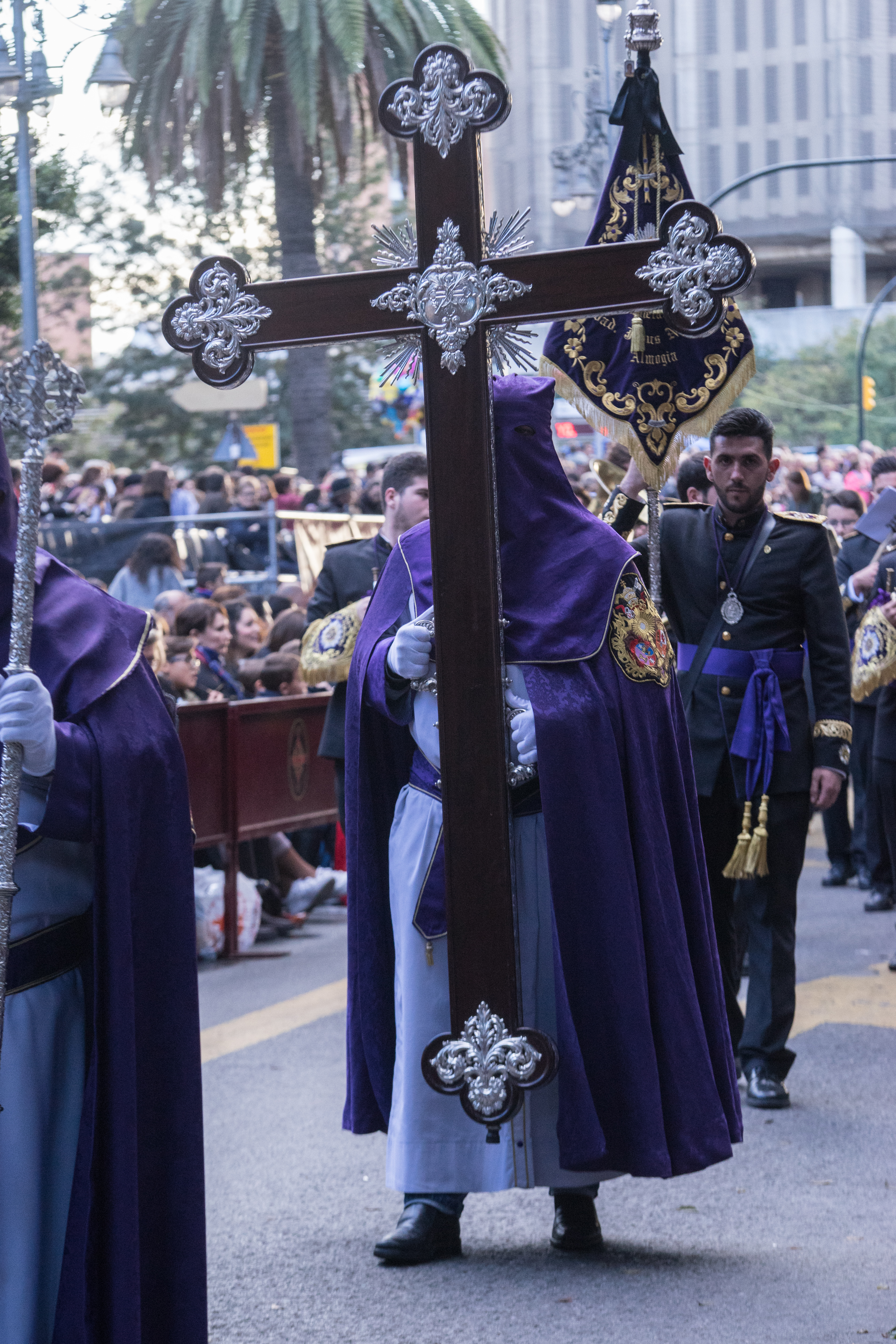
Cruz de Guía de la Hermandad

La peculiar característica de la cruz y que le otorga identidad propia distinguiéndola de otras cruces guía, la encontramos en los extremos de los brazos, rematados por unos tréboles de magnífica ejecución. Esta forma se identifica con el contorno trebolado de la cabecera de la iglesia sede canónica de nuestra corporación, seña también reflejada en el antiguo escudo de la cofradía, tomando como referencia la cruz lobulada de los Santos Mártires.
Bellas ráfagas de metal plateado se unen en los ángulos que forman el cruce del patíbulo con el stripes.  
Toda la cruz está ribeteada por ambas caras con un saliente, también de madera.
Las dos caras están adornadas con los mismos motivos ornamentales. La cara anterior lleva en el crucero una cartela con el antiguo escudo de la Cofradía y en la posterior se representa el anagrama JHS (“Jesús Hombre Salvador”), con una cruz latina sobre la letra central.
El canto está adornado con una faja de plata incrustada en toda su longitud, formando ochos, con unas hojas en el centro de cada uno de ellos.
Posee asimismo dos asas de plata maciza que facilita su transporte.
Se trata de una soberbia obra de arte, en la que se conjugan armoniosamente su elegancia y esplendor, con su sobriedad y finura ornamental.

### Guion corporativo
En el centro se representa la heráldica de la Archicofradía, bordado en oro fino y sedas de colores sobre terciopelo morado, siguiendo las técnicas más depuradas, con faldilla ricamente bordada en estilo rococó. Todo el campo superior está salpicado por unos medallones, también de estilo dieciochesco, de diferentes tamaños y formas que imprimen clasicismo a la pieza. La barra que lo sustenta ha sido realizada en los Talleres de Orfebrería Andaluza. El remate presenta la cruz lobulada de los Mártires y barra con hojas de agua a modo de cinta, todo ello realizado en plata de ley.
Al principio, esta bandera se procesionaría desplegada, como corresponde a una insignia de estas características, pero con los años se recogió la tela alrededor del asta, en cuyos pliegues se introduciría un refuerzo que le otorgaba consistencia, con la placa sobrepuesta en la parte central, dando lugar al actual diseño ovalado del Guion. Existen fotografías de comienzos de la década de los años veinte que ya muestran las banderas atadas al asta, con la heráldica de la corporación en el centro.
Antiguamente la bandera abría el desfile procesional, función en la que le sustituiría la Cruz Guía. No obstante, el Guion se convirtió en la insignia corporativa de las hermandades, ya que preside los cultos que ellas celebran y la representan en los actos a los que deben acudir.

### Mazas
Las del Cristo fueron realizadas en alpaca plateada, miden 99 cm de longitud y 3 kg de peso. El diámetro máximo es de 19 cm en la cabeza. Tanto el astil como la cabeza están finamente repujados y ornamentados con elegantes motivos vegetales. La cabeza está formada por varias partes cóncavas y convexas, siendo cilíndrica la central. La compone un ornato a base de hojas de acanto y óvalo rayado en el centro.
Las de la Virgen miden 115 cm de longitud, 3 kg de peso y un diámetro máximo de 19 cm. La cabeza está repujada y ornamentada con finos motivos vegetales, formada por varias partes cóncavas y convexas, siendo cilíndrica la central. En esta última destacan cuatro apéndices en forma de asa que delimitan cuatro campos con sendos óvalos, (tres de ellos, ornados con motivos vegetales, y el cuarto, que marca el frontal, con el escudo de la Cofradía). En el sector cóncavo – convexo, inmediatamente por encima del cilíndrico, existen otros cuatro apéndices, también en forma de asas, de 6cms. de longitud.
La maza es de las armas más antiguas conocidas en la historia bélica, utilizada como instrumento defensivo por primitivas civilizaciones como la egipcia, griega o romana. En sus comienzos, las formas se asemejaban más a toscos garrotes, palos gruesos y fuertes que los guerreros esgrimían a modo de bastón. Con el tiempo, a fin de convertirla en un arma más eficaz, su diseño evolucionó hasta transformarse en palos de madera muchos más largos que gruesos, generalmente cilíndricos, guarnecidos de hierro y rematados por una parte superior abultada que constituía la cabeza, pieza ésta más manejable por los jinetes de los ejércitos. Ya en la Edad Media, las mazas comenzaron a tener formas especializadas, pasando a ser el metal el material empleado para su fabricación. Las tácticas de combate medievales hicieron de la maza una herramienta efectiva para detener los lances del enemigo. Las órdenes militares adscritas a la Iglesia las emplearon como primordial arma con las que abastecían a los soldados integrantes de sus ejércitos. De esta forma, evitaban sangrar a los adversarios al no serles ello permitido por su condición de frailes.
Un ejemplo de ello lo encontramos en el famoso “Tapiz de Bayeux”, también llamado “Tapiz de la Reina Matilde”. Se trata de un inmenso lienzo del siglo XI, de setenta metros de longitud, que relata los hechos de la conquista normanda de Inglaterra, culminada con la batalla de Hastings. En él podemos apreciar jinetes y soldados que portan en sus manos primitivas mazas de guerra.
En época medieval, la destreza en el manejo de estas armas hizo ganarse a reyes y señores feudales el respeto del enemigo en el campo de batalla, circunstancia que convirtió a las mazas en objetos de representación del poder que ostentaban. Los monarcas, emperadores y la alta jerarquía eclesiástica asimilaron el uso de la maza como símbolo de soberanía, acompañando a los reyes en solemnes desfiles y en las audiencias que éstos celebraban. Más tarde, su utilización se extendió a otras corporaciones como elemento representativo de su autoridad, identificada con el poder temporal de los concejos o mandos municipales, perdiendo de esta forma sus connotaciones beligerantes.
En la actualidad mantiene su uso consistorial y representa al ente municipal en las comitivas y actos a los que debe asistir. Los maceros, simbólicas figuras de reminiscencias medievales, son los encargados de portar las insignias ataviados con llamativos tabardos, dalmáticas de diseños ancestrales, antiguamente utilizados por heraldos y reyes, bordadas con las armas de la institución a la que representan. Es habitual que cubran la cabeza con gorra de terciopelo adornada con pluma.
En nuestra ciudad, podemos presenciar el pendón de la capital acompañado por maceros, presentes en solemnes actos que requieren la participación del cabildo municipal. El simbolismo de éstas figuras queda inmortalizado en la neobarroca fachada del edificio del Ayuntamiento de Málaga, diseñado en 1911 por los arquitectos malagueños Fernando Guerrero Strachan y Manuel Rivera Vera, donde podemos observar en los ángulos de la torre, próximos al reloj, varias figuras masculinas vestidas con los mencionados tabardos, portando mazas sobre sus hombros.  
En el Museo del Patrimonio Municipal encontramos otro ejemplo de la función solemne y representativa de las mazas. En la sala II, dedicada al siglo XIX, se expone el cuadro llamado “El Alegato”, también conocido con el nombre de “La Contribución de la Sangre”, obra del artista valenciano Bernardo Ferrándiz. Se trata del lienzo que más costó al Ayuntamiento en la pasada centuria, (12.000 ptas. de la época), y que sirvió para consagrar definitivamente a su autor. En él se representa una escena ambientada en el medio rural valenciano, en la que una madre ruega al tribunal que su hijo sea liberado del servicio militar. En los laterales de una breve escalera se observa las hieráticas figuras de dos maceros, vestidos con solemnes ropajes y mazas apoyadas en los hombros.
Es en el siglo XIX cuando se incorporan a los cortejos procesionales determinados enseres que conforman la línea estética que ha llegado hasta nuestros días de las cofradías y hermandades. Las mazas enlazan con este concepto estético decimonónico, en cuanto a la adaptación de su origen consistorial a insignia simbólica cofrade, enseres que subrayan el significado de la Hermandad como entidad corporativa o cuerpo institucional. Hay que tener en cuenta que las instituciones civiles de la ciudad participaban desde tiempo atrás en las procesiones malagueñas, como así se constata en los fondos del Archivo General de la Diputación de Málaga, donde se conservan documentos textuales y gráficos de la asistencia a los desfiles procesionales tanto de miembros de las distintas corporaciones como de sus maceros.
En la actualidad, las mazas como enser cofrade, suelen ir alineadas en número de cuatro o escoltando al guion, insignia que representa corporativamente a la Archicofradía. El diseño no dista mucho de su concepción medieval: se compone de un mango corto terminado en una sección abultada, de silueta cóncava – convexa y que en ocasiones se orla con asas o perlas.

## Principales enseres
- Potencias: en oro de ley y amatistas, Manuel de los Ríos (ejecución) y Salvador Aguilar (diseño).
- Túnica del Señor: bordada en oro sobre terciopelo rojo, Manuel Mendoza y Salvador Aguilar.
- Corona: Plata de ley sobredorada, Manuel de los Ríos (ejecución) y Salvador Aguilar (diseño).

## Recorrido Oficial
| Predecesor: Salud | Orden de entrada en el Recorrido Oficial (Domingo de Ramos) 8.º lugar | Sucesor: Prendimiento |